# Musorsjjik
Musorsjjik (russisk: Мусорщик) er en russisk spillefilm fra 2001 af Georgij Sjengelija.

## Medvirkende
- Aleksej Guskov som Nikolaj
- Olesja Sudzilovskaja
- Vladimir Gusev som Pjotr Ivanovitj
- Aleksandr Robak
- Vladimir Sterzjakov